# Premier ministre d'Anguilla
Le premier ministre d'Anguilla (Premier of Anguilla) est le chef du gouvernement local d'Anguilla, territoire britannique d'outre-mer situé au nord des Petites Antilles. La fonction est exercée par le chef du parti majoritaire à l'Assemblée. Il est formellement nommé par le gouverneur, représentant de la Couronne britannique.
Jusqu'en 2019, il portait le titre de Ministre en chef d'Anguilla (Chief Minister of Anguilla), avant qu'un amendement constitutionnel entré en vigueur le 14 mai ne lui donne son nom actuel. Ce même amendement a également élargi ses pouvoirs tout en le limitant à une durée en fonction équivalente à deux mandats de cinq ans de l'assemblée.

## Liste des titulaires

### Ministres en chef (1976-2019)
| N°  | Portrait         | Titulaire (Naissance-mort)    | Élection  | Mandat           | Mandat           | Mandat                     | Parti politique | Parti politique     |
| N°  | Portrait         | Titulaire (Naissance-mort)    | Élection  | Début            | Fin              | Durée                      | Parti politique | Parti politique     |
| --- | ---------------- | ----------------------------- | --------- | ---------------- | ---------------- | -------------------------- | --------------- | ------------------- |
| 1   | Ronald Webster   | Ronald Webster (1926-2016)    | 1976      | 10 février 1976  | 1er février 1977 | 11 mois et 22 jours        |                 | PPP                 |
| 2   | Emile Gumbs      | Emile Gumbs (1928-2018)       | —         | 1er février 1977 | 28 mai 1980      | 3 ans, 3 mois et 27 jours  |                 | ANA                 |
| (1) | Ronald Webster   | Ronald Webster (1926-2016)    | 1980 1981 | 28 mai 1980      | 12 mars 1984     | 3 ans, 9 mois et 13 jours  |                 | AUP (jusqu'en 1981) |
| (1) | Ronald Webster   | Ronald Webster (1926-2016)    | 1980 1981 | 28 mai 1980      | 12 mars 1984     | 3 ans, 9 mois et 13 jours  | ANA             |                     |
| (2) | Emile Gumbs      | Emile Gumbs (1928-2018)       | 1984 1989 | 12 mars 1984     | 16 mars 1994     | 10 ans et 4 jours          |                 | ANA                 |
| 3   | Hubert Hughes    | Hubert Hughes (1933-2021)     | 1994 1999 | 16 mars 1994     | 6 mars 2000      | 5 ans, 11 mois et 19 jours |                 | AUP                 |
| 4   | Osbourne Fleming | Osbourne Fleming (né en 1940) | 2000 2005 | 6 mars 2000      | 16 février 2010  | 9 ans, 11 mois et 10 jours |                 | AUF                 |
| (3) | Hubert Hughes    | Hubert Hughes (1933-2021)     | 2010      | 16 février 2010  | 23 avril 2015    | 5 ans, 2 mois et 7 jours   |                 | AUM                 |
| 5   | Victor Banks     | Victor Banks (né en 1947)     | 2015      | 23 avril 2015    | 14 mai 2019      | 4 ans et 21 jours          |                 | AUF                 |

### Premiers ministres (depuis 2019)
| N° | Portrait              | Titulaire (Naissance-mort) | Élection | Mandat          | Mandat          | Mandat                    | Parti politique | Parti politique |
| N° | Portrait              | Titulaire (Naissance-mort) | Élection | Début           | Fin             | Durée                     | Parti politique | Parti politique |
| -- | --------------------- | -------------------------- | -------- | --------------- | --------------- | ------------------------- | --------------- | --------------- |
| 1  | Victor Banks          | Victor Banks (né en 1947)  | —        | 14 mai 2019     | 30 juin 2020    | 1 an, 1 mois et 16 jours  |                 | AUF             |
| 2  | Ellis Webster         | Ellis Webster (né en 1963) | 2020     | 30 juin 2020    | 27 février 2025 | 4 ans, 7 mois et 28 jours |                 | APM             |
| 3  | Cora Richardson-Hodge | Cora Richardson-Hodge      | 2025     | 27 février 2025 | en cours        | 15 jours                  |                 | AUF             |